# MC5R
MC5R (англ. Melanocortin 5 receptor) – білок, який кодується однойменним геном, розташованим у людей на короткому плечі 18-ї хромосоми. Довжина поліпептидного ланцюга білка становить 325 амінокислот, а молекулярна маса — 36 601.
| 10         |  | 20         |  | 30         |  | 40         |  | 50         |
| ---------- |  | ---------- |  | ---------- |  | ---------- |  | ---------- |
| MNSSFHLHFL |  | DLNLNATEGN |  | LSGPNVKNKS |  | SPCEDMGIAV |  | EVFLTLGVIS |
| LLENILVIGA |  | IVKNKNLHSP |  | MYFFVCSLAV |  | ADMLVSMSSA |  | WETITIYLLN |
| NKHLVIADAF |  | VRHIDNVFDS |  | MICISVVASM |  | CSLLAIAVDR |  | YVTIFYALRY |
| HHIMTARRSG |  | AIIAGIWAFC |  | TGCGIVFILY |  | SESTYVILCL |  | ISMFFAMLFL |
| LVSLYIHMFL |  | LARTHVKRIA |  | ALPGASSARQ |  | RTSMQGAVTV |  | TMLLGVFTVC |
| WAPFFLHLTL |  | MLSCPQNLYC |  | SRFMSHFNMY |  | LILIMCNSVM |  | DPLIYAFRSQ |
| EMRKTFKEII |  | CCRGFRIACS |  | FPRRD      |  |            |  |            |

A: Аланін

C: Цистеїн

D: Аспарагінова кислота

E: Глутамінова кислота

F: Фенілаланін

G: Гліцин

H: Гістидин

I: Ізолейцин

K: Лізин

L: Лейцин

M: Метіонін

N: Аспарагін

P: Пролін

Q: Глутамін

R: Аргінін

S: Серин

T: Треонін

V: Валін

W: Триптофан

Кодований геном білок за функціями належить до рецепторів, g-білокспряжених рецепторів, білків внутрішньоклітинного сигналінгу. 
Локалізований у клітинній мембрані, мембрані.